# World Padel Tour 2021
Il World Padel Tour 2021 è un insieme di tornei organizzati dalla WTP divisi in tre categorie: Master, Open e Challenger, ai quale si aggiunge il Master Final di fine anno. Il programma comprende anche i tornei organizzati dall'IPF: il campionato mondiale e il campionato europeo.

## Calendario
Questo è il calendario completo degli eventi del 2021, con i risultati della finale.
Legenda
| Master Final   |
| Campionato IPF |
| Master         |
| Open           |
| Challenger     |

| Settimana    | Torneo                                                            | Campioni                                                      | Finalisti                                | Campionesse                                            | Finaliste                                      |
| ------------ | ----------------------------------------------------------------- | ------------------------------------------------------------- | ---------------------------------------- | ------------------------------------------------------ | ---------------------------------------------- |
| 4 aprile     | Madrid Open Madrid, Spagna                                        | Fernando Belasteguín Carlos Daniel Gutiérrez 6(2)-7, 6-4, 6-4 | Franco Stupaczuk Alejandro Ruiz Granados | Paula Josemaría Martín Ariana Sánchez Fallada 6-3, 6-4 | Lucía Sainz Pelegri Beatriz González Fernández |
| 18 aprile    | Alicante Open Alicante, Spagna                                    |                                                               |                                          |                                                        |                                                |
| 2 maggio     | Vigo Open Vigo, Spagna                                            |                                                               |                                          |                                                        |                                                |
| 24 maggio    | Santander Open Santander, Spagna                                  |                                                               |                                          |                                                        |                                                |
| 7 giugno     | Marbella Master Marbella, Spagna                                  |                                                               |                                          |                                                        |                                                |
| 14 giugno    | Albacete Challenger Albacete, Spagna                              |                                                               |                                          |                                                        |                                                |
| 21 giugno    | Valladolid Master Valladolid, Spagna                              |                                                               |                                          |                                                        |                                                |
| 28 giugno    | Campionato europeo ?, ?                                           |                                                               |                                          |                                                        |                                                |
| 6 luglio     | Valencia Open Valencia, Spagna                                    |                                                               |                                          |                                                        |                                                |
| 12 luglio    | Puerto de Santa María Challenger El Puerto de Santa María, Spagna |                                                               |                                          |                                                        |                                                |
| 19 luglio    | Las Rozas Open Las Rozas, Spagna                                  |                                                               |                                          |                                                        |                                                |
| 2 agosto     | Málaga Open Malaga, Spagna                                        |                                                               |                                          |                                                        |                                                |
| 9 agosto     | La Nucia Challenger La Nucia, Spagna                              |                                                               |                                          |                                                        |                                                |
| 23 agosto    | Calanda Challenger Calanda, Spagna                                |                                                               |                                          |                                                        |                                                |
| 30 agosto    | Cascais Master Cascais, Portogallo                                |                                                               |                                          |                                                        |                                                |
| 6 settembre  | Sardegna Open Cagliari, Italia                                    |                                                               |                                          |                                                        |                                                |
| 13 settembre | Barcelona Master Barcellona, Spagna                               |                                                               |                                          |                                                        |                                                |
| 20 settembre | Lugo Open Lugo, Spagna                                            |                                                               |                                          |                                                        |                                                |
| 27 settembre | Segovia Challenger Segovia, Spagna                                |                                                               |                                          |                                                        |                                                |
| 4 ottobre    | Menorca Open Menorca, Spagna                                      |                                                               |                                          |                                                        |                                                |
| 11 ottobre   | Alfafar Challenger Alfafar, Spagna                                |                                                               |                                          |                                                        |                                                |
| 18 ottobre   | Córdoba Open Córdoba, Spagna                                      |                                                               |                                          |                                                        |                                                |
| 8 novembre   | Swedish Open Malmö, Svezia                                        |                                                               |                                          |                                                        |                                                |
| 15 novembre  | Campionato mondiale ?, ?                                          |                                                               |                                          |                                                        |                                                |
| 22 novembre  | Buenos Aires Master Buenos Aires, Argentina                       |                                                               |                                          |                                                        |                                                |
| 29 novembre  | México Open Città del Messico, Messico                            |                                                               |                                          |                                                        |                                                |
| 16 dicembre  | Madrid Master Final Madrid, Spagna                                |                                                               |                                          |                                                        |                                                |

## Distribuzione punti
| Torneo           | W    | F    | SF  | QF  | R2  | R1 | Q3 | Q2 | Q1 | PQ3 | PQ2 | PQ1 |
| ---------------- | ---- | ---- | --- | --- | --- | -- | -- | -- | -- | --- | --- | --- |
| Master M         | 1700 | 1020 | 600 | 300 | 140 | 40 | 40 | 20 | 16 | 13  | 8   | 0   |
| Master F         | 1700 | 1020 | 600 | 300 | 140 | 40 | 40 | 20 | -  | 13  | 8   | -   |
| Master Final M/F | 1300 | 780  | 470 | 235 | -   | -  | -  | -  | -  | -   | -   | -   |
| Open M           | 1000 | 600  | 340 | 170 | 85  | 25 | 25 | 12 | 10 | 8   | 5   | 0   |
| Open F           | 1000 | 600  | 340 | 170 | 85  | 25 | 25 | 12 | -  | 8   | 5   | -   |
| Challenger M     | 120  | 75   | 50  | 35  | 25  | 9  | 9  | 6  | 5  | 4   | 3   | -   |
| Challenger F     | 120  | 75   | 50  | 35  | 25  | 9  | 9  | 6  | -  | 4   | 3   | -   |

### Punti bonus

#### Accesso alla fase successiva
| Torneo     | TP | TQ |
| ---------- | -- | -- |
| Master     | 70 | 15 |
| Open       | 45 | 9  |
| Challenger | 12 | 4  |

#### Vittoria contro testa di serie

##### Tabellone principale
| Torneo     | 5°/8° | 1°/4° | 5°/8° vs. 1°/4° |
| ---------- | ----- | ----- | --------------- |
| Master     | 48    | 55    | 70              |
| Open       | 30    | 35    | 45              |
| Challenger | 9     | 11    | 15              |

##### Tabellone qualificazioni
| Torneo     | 5°/8° | 1°/4° |
| ---------- | ----- | ----- |
| Master     | 10    | 12    |
| Open       | 6     | 7     |
| Challenger | 3     | 4     |

##### Tabellone pre-qualificazioni
| Torneo | 1°/16° |
| ------ | ------ |
| Master | 2      |
| Open   | 1      |